# Bistum Corumbá

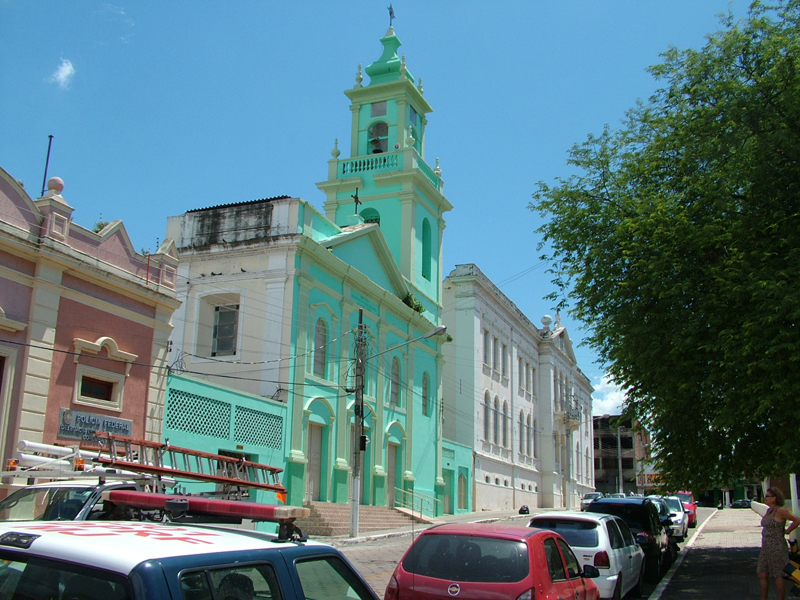
Mutterkirche Unserer Lieben Frau von Candelaria - Corumbá

Das Bistum Corumbá (lat.: Dioecesis Corumbensis) ist eine in Brasilien gelegene römisch-katholische Diözese mit Sitz in Corumbá im Bundesstaat Mato Grosso do Sul.

## Geschichte
Das Bistum Corumbá wurde am 10. März 1910 durch Papst Pius X. aus Gebietsabtretungen des Erzbistums Cuiabá errichtet und diesem als Suffraganbistum unterstellt. Am 15. Juni 1957 gab das Bistum Corumbá Teile seines Territoriums zur Gründung der Bistümer Campo Grande und Dourados ab. Das Bistum Corumbá wurde am 27. November 1978 dem Erzbistum Campo Grande als Suffraganbistum unterstellt. Am 30. Januar 1981 gab das Bistum Corumbá Teile seines Territoriums zur Gründung des Bistums Jardim ab.

## Bischöfe von Corumbá
- Cyrillo de Paula Freitas, 1911–1918
- Helvécio Gomes de Oliveira SDB, 1918, dann Bischof von São Luís do Maranhão
- José Maurício da Rocha, 1919–1927, dann Bischof von Bragança Paulista
- Antônio de Almeida Lustosa SDB, 1928–1931, dann Erzbischof von Belém do Pará
- Vicente Bartolomeu Maria Priante SDB, 1933–1944
- Orlando Chaves SDB, 1948–1956, dann Erzbischof von Cuiabá
- Ladislau Paz SDB, 1957–1978
- Onofre Cândido Rosa SDB, 1978–1981, dann Bischof von Jardim
- Vitório Pavanello SDB, 1981–1984, dann Koadjutorerzbischof von Campo Grande
- Pedro Fré CSsR, 1985–1989, dann Bischof von Barretos
- José Alves da Costa DC, 1991–1999
- Mílton Antônio dos Santos SDB, 2000–2003, dann Koadjutorerzbischof von Cuiabá
- Segismundo Martínez Álvarez SDB, 2004–2018
- João Aparecido Bergamasco SAC, 2018–2023, dann Bischof von Primavera do Leste-Paranatinga
- João Batista de Oliveira SVD, seit 2024